# Lydie Pongault
Lydie Pongault est une financière et femme politique congolaise. Elle est Ministre de l’Industrie culturelle, Touristique, Artistique et des Loisirs de la République du Congo depuis le 24 septembre 2022,,,.

## Biographie
De son nom complet Marie-France Lydie Hélène Pongault, elle est née en 1959. Pendant ses études, elle obtient des diplômes en comptabilité, gestion et droit privé, puis occupe des postes en finance durant plusieurs années au sein de plusieurs entreprises congolaises, avant de s'intéresser au monde de la culture et de l'art. 
C'est d'abord au sein de la structure de presse Les Dépêches de Brazzaville, que commence son parcours en tant que directrice administrative et financière. Elle occupe également la fonction de directrice de la galerie-musée du Bassin du Congo et de la librairie Les manguiers. 
Depuis 2013, elle occupe le poste de conseillère, chef de département de la Culture, des Arts et du Tourisme au sein de la présidence congolaise. 
Le 24 septembre 2022, à la faveur d'un remaniement, elle fait son entrée au sein du gouvernement Makosso en tant que Ministre de l’Industrie culturelle, touristique, artistique et des Loisirs en remplacement de Dieudonné Moyongo et de Destinée Doukaga, respectivement, ministre de la culture et des arts et ministre du tourisme et des loisirs dans le premier gouvernement Makosso,.